# Filmová cena Britské akademie
Filmová cena Britské akademie (angl. British Academy Film Award), označovaná také jako cena BAFTA (angl. BAFTA Award) je filmová cena udělovaná každý rok Britskou akademií filmového a televizního umění. Jedná se o protějšek amerického Oscara. Každoroční ceremonie se původně konala v dubnu nebo květnu, ale od roku 2002 se koná již v únoru, aby předstihla Oscary. Ocenění mohou získat filmy ze všech zemí, existují ale kategorie Nejlepší britský film, Nejlepší debut britského scenáristy, producenta a režiséra. Kromě nich jsou pouze pro britské tvůrce dostupné také kategorie Krátký film a Krátká animace. Od roku 2000 se ceremonie koná v Royal Opera House, předtím se odehrávala v kině Odeon na londýnském Leicester Square. Od roku 2017 se odehrává v Royal Albert Hall v Kensingtonu.

## Kategorie ocenění

### Současné
- Cena BAFTA za nejlepší film (od roku 1948)
- Cena BAFTA za nejlepší britský film (1948–1968, od roku 1992)
- Cena BATFA za nejlepší neanglický film (od roku 1983)
- Cena BAFTA za nejlepší krátký film (od roku 1980)
- Cena BAFTA za nejlepší krátkou animaci (od roku 1990)
- Cena BAFTA za nejlepší animovaný film (od roku 2006)
- Cena BAFTA za nejlepší dokument (1948–1989, 2012)
- Cena BAFTA za nejlepší mužský herecký výkon v hlavní roli (od roku 1968)
- Cena BAFTA za nejlepší ženský herecký výkon v hlavní roli (od roku 1968)
- Cena BAFTA za nejlepší režii (od roku 1969)
- Cena BAFTA za nejlepší mužský herecký výkon ve vedlejší roli (od roku 1969)
- Cena BAFTA za nejlepší ženský herecký výkon ve vedlejší roli (od roku 1969)
- Cena BAFTA za nejlepší kameru (od roku 1969)
- Cena BAFTA za nejlepší zvuk (od roku 1969)
- Cena BAFTA za nejlepší filmovou hudbu (od roku 1969)
- Cena BAFTA za nejlepší výpravu (od roku 1969)
- Cena BAFTA za nejlepší kostýmy (od roku 1969)
- Cena BAFTA za nejlepší střih (od roku 1978)
- Cena BAFTA za nejlepší britský režijní, scenáristický nebo produkční debut (od roku 1998)
- Cena BAFTA za nejlepší vizuální efekty (od roku 1983)
- Cena BAFTA za nejlepší masky a účesy (od roku 1983)
- Cena BAFTA za nejlepší původní scénář (od roku 1984)
- Cena BAFTA za nejlepší adaptovaný scénář (od roku 1984)
- Cena BAFTA za nejlepší casting (od roku 2020)
- Cena BAFTA pro nejlepší vycházející hvězdu (od roku 2006)

### Již neudílené
- Cena BAFTA pro nejlepšího nováčka v hlavních filmových rolích (v letech 1952–1984)
- Cena BAFTA za nejlepší scénář (v letech 1969–1983)
- Cena BAFTA za nejlepší britský scénář (v letech 1955–1968)
- Cena BAFTA pro nejlepšího britského herce (v letech 1952–1967)
- Cena BAFTA pro nejlepšího zahraničního herce (v letech 1952–1967)
- Cena BAFTA pro nejlepší britskou herečku (v letech 1952–1967)
- Cena BAFTA pro nejlepší zahraniční herečku (v letech 1952–1967)
- Cena BAFTA za nejlepší filmovou píseň (1983–1985)